# Ichneumon ogumae
Ichneumon ogumae är en stekelart som beskrevs av Tohru Uchida 1926. Ichneumon ogumae ingår i släktet Ichneumon och familjen brokparasitsteklar. Inga underarter finns listade i Catalogue of Life.